# Aloeides dentatis
Aloeides dentatis (tên tiếng Anh: Roodepoort Copper) là một loài bướm thuộc họ Lycaenidae. Loài này có ở Lesotho và Nam Phi.
Sải cánh khoảng 22–26 mm đối với con đực và 24–28 mm đối với con cái. Cá thể trưởng thành mọc cánh từ tháng 8 tới tháng 11 và từ tháng 2 tới tháng 3. Mỗi năm loài này có hai thế hệ . Ấn trùng của phân loài ăn Hermannia depressa và Lotononis eriantha. Ấu trùng của ssp. maseruna ăn Hermannia jacobeifolia. Ấn trùng được các con kiến Lepisiota capensis săn.

## Phân loài
- Aloeides dentatis dentatis (Gauteng)
- Aloeides dentatis maseruna (Riley, 1938) (Orange Free State và North West Province)